# Alexandru cel Bun
Alexandru cel Bun (n. 1375 – d. 1 ianuarie 1432, Suceava, Moldova) a fost domnul Moldovei între anii 1400 și 1432.

## Viață și domnie
Alexandru cel Bun a fost fiul cel mai mare al lui Roman I Mușat, voievod al Moldovei între anii 1391 și 1394, și al Anastasiei Mușat.
La 23 aprilie 1400 a devenit domnul Principatului Moldova ca succesor la tron al lui Iuga (1399–1400), care fusese îndepărtat de către voievodul Țării Românești, Mircea cel Bătrân. La început, Alexandru cel Bun a domnit împreună cu fratele său Bogdan, până în 1407, când a devenit singurul conducător.

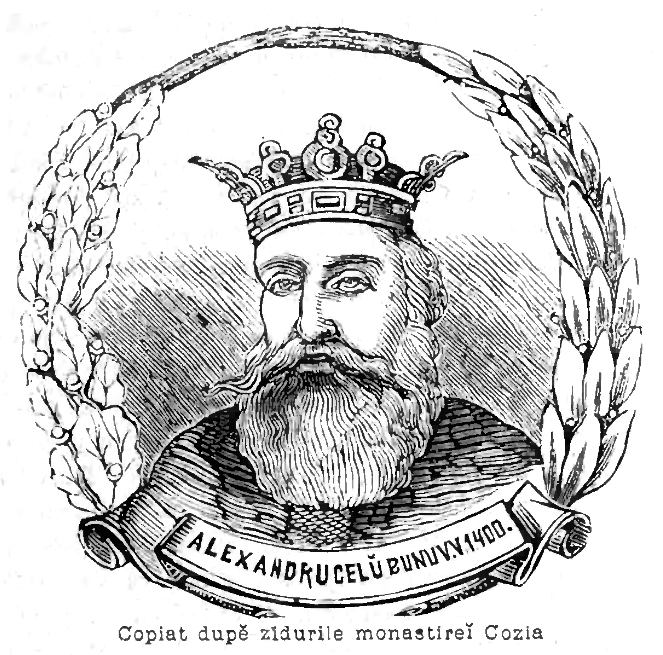
Alexandru cel Bun - litografie publicată de Dimitrie Papazoglu în anul 1891 după fresca din Biserica Mănăstirii Cozia

Potrivit celor scrise de Grigore Ureche, Alexandru cel Bun a întreprins o importantă operă de organizare politică, administrativă și ecleziastică a Moldovei. A încurajat comerțul, confirmând negustorilor polonezi un larg privilegiu în 1408, act în care este atestat și orașul Iași. A obținut recunoașterea Mitropoliei Moldovei de către Patriarhia de Constantinopol. În 1402 (după alți istorici în 1415) a adus de la Cetatea Albă la Suceava moaștele Sfântului Ioan cel Nou. Inițial, moaștele au fost depuse la biserica din cartierul Mirăuți din Suceava, după care au fost mutate mai târziu la mănăstirea „Sfântul Ioan cel Nou” de la Suceava. Acest eveniment al aducerii moaștelor Sfântului Ioan cel Nou de la Suceava, are o însemnătate deosebită în conștiința publică a poporului român, fiind zugrăvit în multe din frescele bisericilor și mănăstirilor din Moldova. Una din ele, cea de la mănăstirea "Sfântul Ioan cel Nou" de la Suceava, înfățișând alaiul domnesc în ultima frescă din suita de patru ce reprezintă martiriul Sfântului, frescele fiind amplasate pe peretele vestic al clisiarniței din incinta mănăstirii.
Același eveniment poate fi văzut și pe peretele sudic al bisericii mănăstirii Voroneț, la finalul narațiunii iconografice al acatistului Sf. Ioan cel Nou de la Suceava.
Lunga sa domnie de 32 de ani, a corespuns, în general, unei perioade de pace, rezultat al politicii extrem de abile a domnului moldovean, care a menținut echilibrul între Ungaria și Polonia. Astfel, recunoscând suzeranitatea lui Vladislav II Iagello - a încheiat tratate de pace cu acesta în 1402, 1404, 1407, 1411 și 1415 făgăduindu-i acestuia sfat și ajutor împotriva oricărui dușman - Alexandru s-a asigurat de sprijinul Poloniei în fața oricărei încercări a Ungariei de a controla drumul comercial care lega sudul Poloniei, trecând prin Moldova, de gurile Dunării, mai precis de cetățile Chilia și Cetatea Albă.
Acordul dintre Polonia și Ungaria, încheiat la Lublau pe 15 martie 1412, reprezenta un mare pericol pentru Moldova, fiind primul acord de împărțire a unui teritoriu românesc în sfere de influență. Acordul nu a fost aplicat, datorită faptului că Alexandru și-a onorat întotdeauna obligațiile rezultate din acceptarea suzeranității regelui polon și datorită contradicțiilor polono-maghiare.
În calitate de vasal al lui Vladislav al II-lea Iagello, i-a acordat acestuia sprijin militar în două bătălii purtate împotriva Ordinului Cavalerilor Teutoni: la Grünwald în 1410, unde Ordinul teuton a suferit o mare înfrângere, și la Marienburg în același an. De asemenea, în timpul său, în 1420 au loc primele confruntări dintre Moldova și Imperiul Otoman. Turcii au asediat Chilia și Cetatea Albă, dar Alexandru a reușit să le apere.
Alexandru cel Bun a murit la 1 ianuarie 1432 în urma unei boli contractate în luptele dintre Polonia și Ungaria. În urma lui au rămas mai mulți fii care s-au luptat ani de zile pentru a ocupa tronul. Fiul său Iliaș I l-a succedat ca domn în Principatul Moldovei.

### Titulatură și blazon

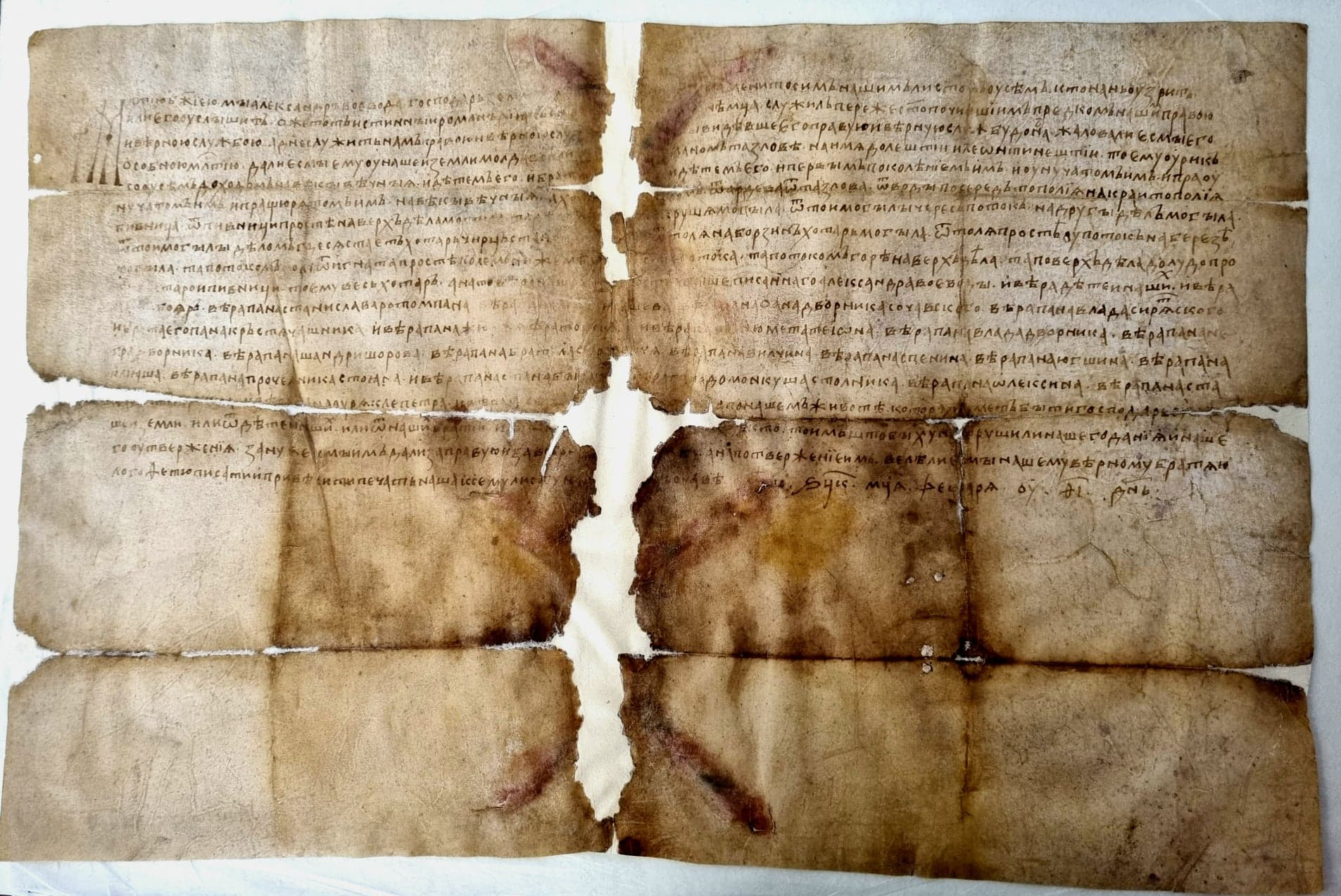
Uric dat de Alexandru cel Bun în 1412

Blazonul lui Alexandru cel Bun ca domn al Moldovei, era format dintr-un scut și un cap de taur suprapus. Cele 8 fascii orizontale auriu-verde simbolizează apartenența la dinastiile Basarabilor și Asăneștilor, iar crinii aurii simbolizau Casa de Anjou, o posibilă descendență provenită de la Petru I Mușat, care a avut tot un blazon cu crini.

## Familie
Alexandru cel Bun a fost căsătorit de patru ori. Prima soție se numea Margareta, fiica palatinului Ștefan din Losontz. Ea a fondat Catedrala Catolică din Baia, unde a fost înmormântată. După moartea ei, Alexandru cel Bun s-a căsătorit cu Neacșa, numită de autorii străini Ana care a murit la scurt timp după cununie.
A treia soție a fost Ringala, (Ryngalla), sora lui Vytaudas (marele duce Vitold) și cumnata lui Vladislav al II-lea Iagello. Ringala era înrudită cu Alexandru cel Bun, fiind vară primară cu Anastasia, soția lui Roman I și mama lui Alexandru cel Bun. Înaintea acestei căsătorii Ringala a fost căsătorită cu ducele de Mazovia, dar aceasta a rămas văduvă. Fiul lui Alexandru cel Bun, Iliaș s-a căsătorit cu sora mai mică a reginei Poloniei, Maria Holszańska.
Cea de a patra soție, cu numele Marena sau Marina, este atestată într-un uric de-al lui Alexandru cel Bun din 14 septembrie 1427 și este atestată drept  soția lui într-un uric din 23 decembrie 1430. Marena provenea din boieri pământeni, fratele ei, pan Bratul, figurând în lista boerilor într-un uric de-al lui Alexandru cel Bun din 19 iunie 1429.

## Galerie

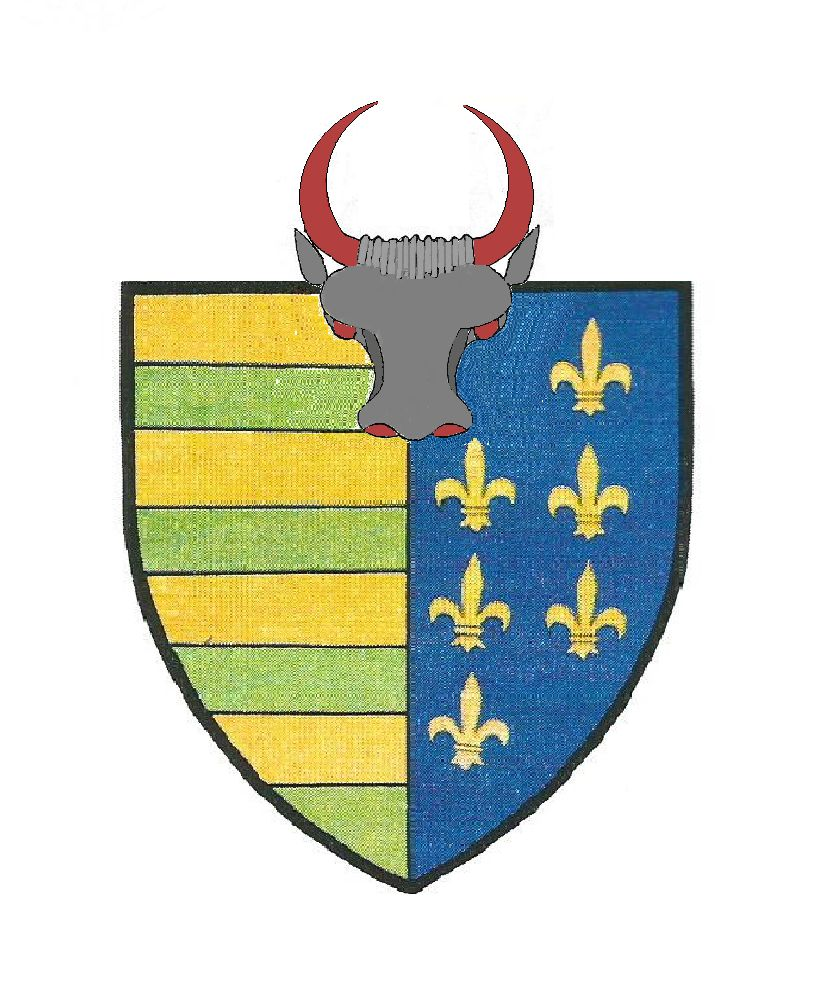
Blazonul lui Alexandru cel Bun
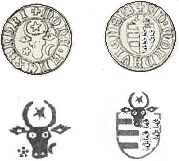
Monedă bătută de Alexandru cel Bun. Textul în limba latină al monedei: "MONE ALEXANDRI, WD MOLDAVIENSIS, adică "Moneda Alexandri, waiwodae Moldaviensis"
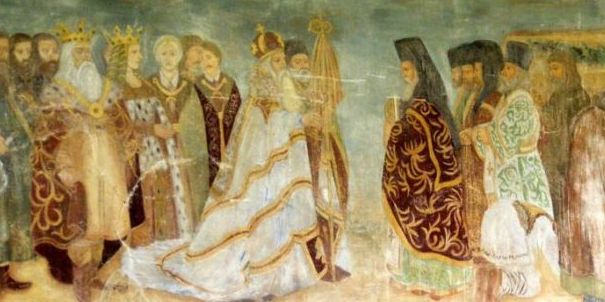
Alexandru cel Bun și alaiul domnesc la întâmpinarea moaștelor Sf. Ioan cel Nou - frescă de la mănăstirea „Sfântul Ioan cel Nou” din Suceava
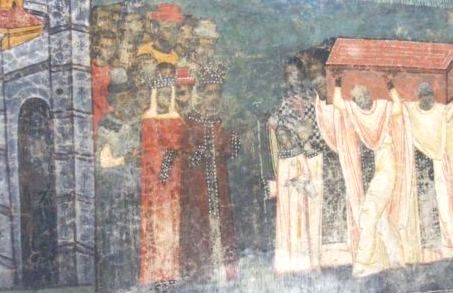
Alexandru cel Bun și alaiul domnesc, frescă de la mănăstirea Voroneț
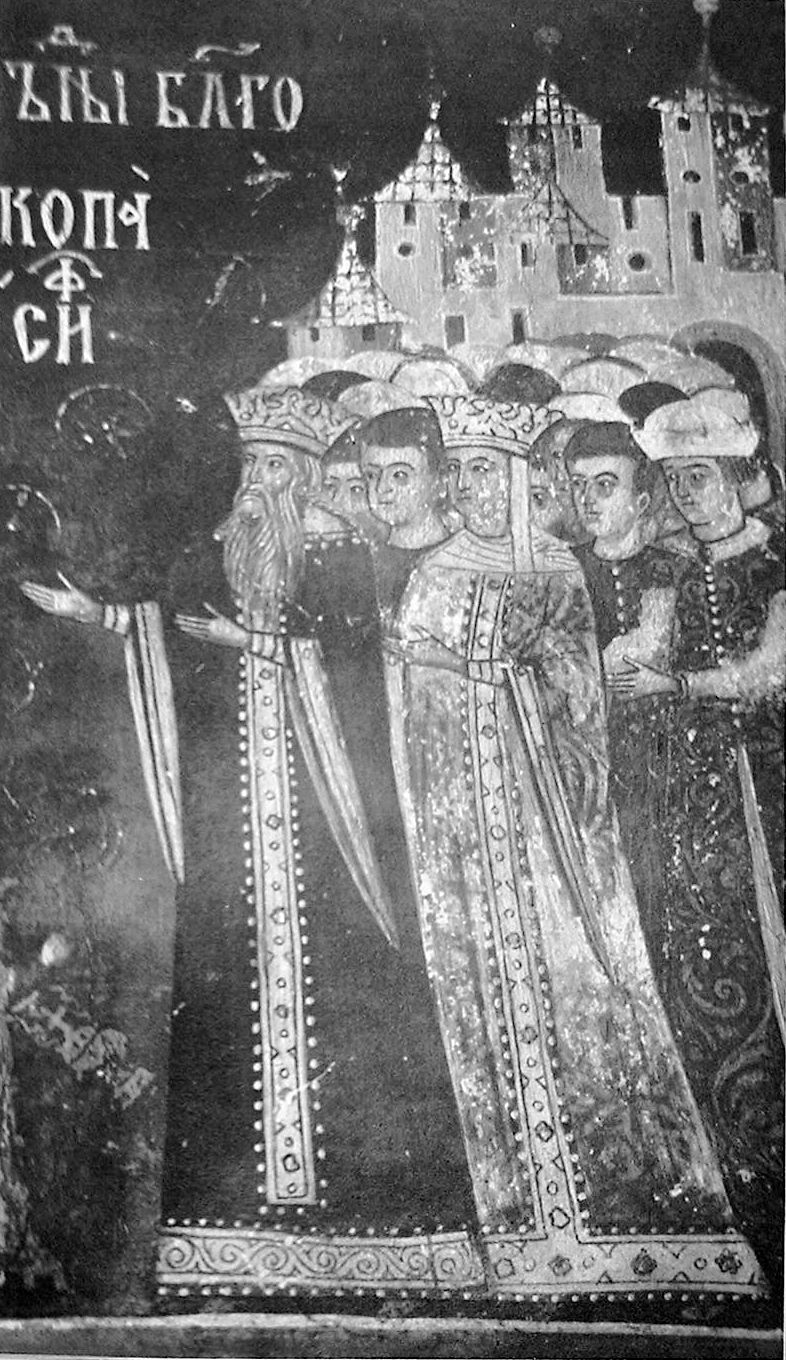
Alexandru cel Bun și soția sa, doamna Ana, frescă de la mănăstirea Sucevița
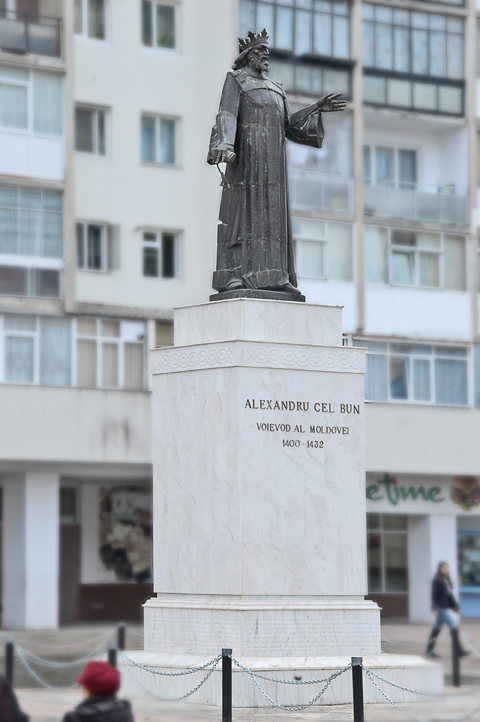
Statuia lui Alexandru cel Bun din Iași
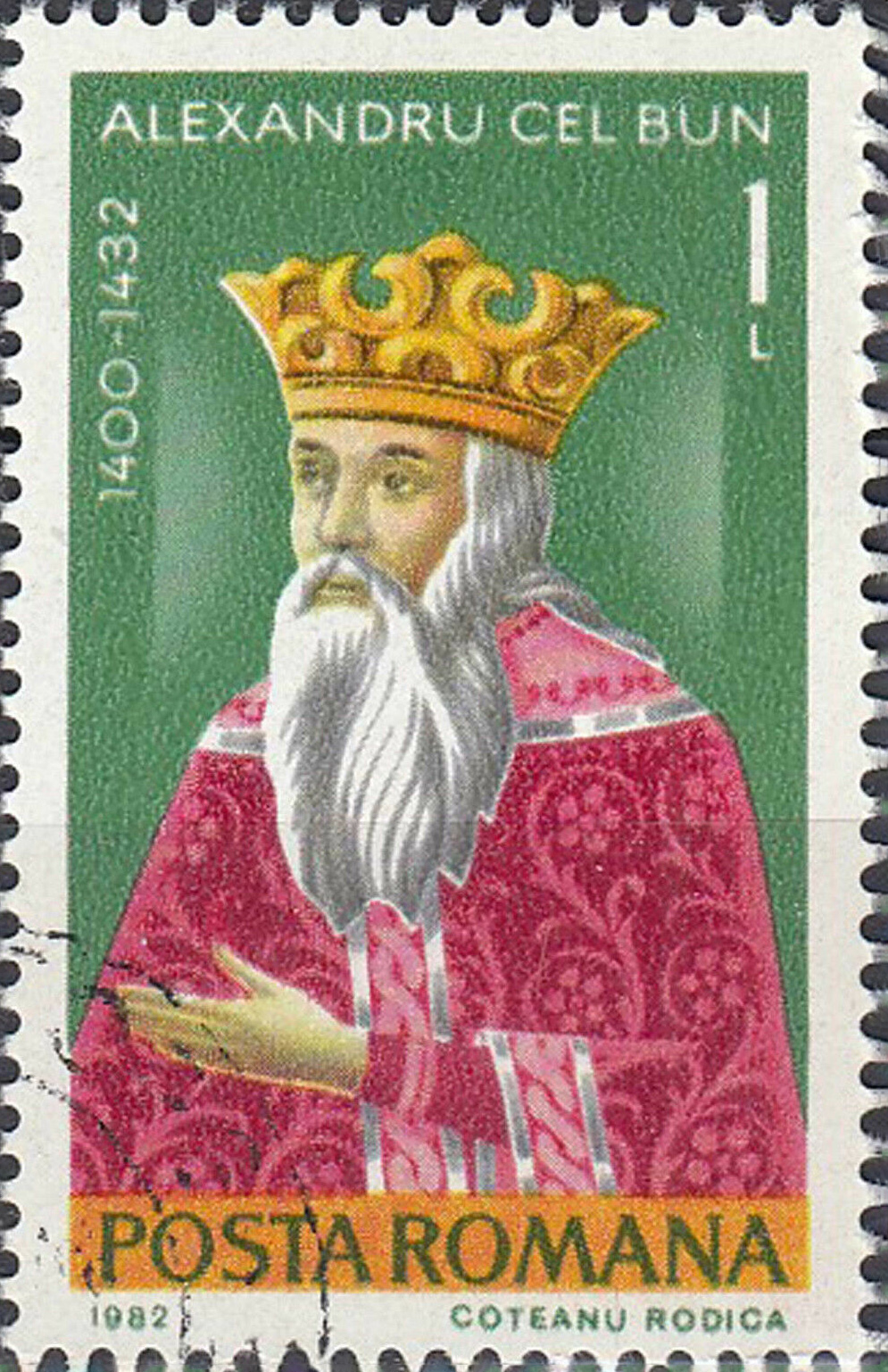
Marcă poștală din 1982, reprezentându-l pe Alexandru cel Bun